# Sybra obliquemaculata
Sybra obliquemaculata là một loài bọ cánh cứng trong họ Cerambycidae.